# Studium panelowe
Zasugerowano, aby zintegrować ten artykuł z artykułem Dyskusja panelowa. Nie opisano powodu propozycji integracji.
Panelowe studium (od ang. panel – wstawka, jury, skład sędziów przysięgłych; od łac. studium – zajęcie, nauka) – organizacyjna forma prowadzenia dyskusji publicznej, polegająca na tym, że trzech lub więcej specjalistów z różnych dziedzin wiedzy prowadzi dyskusje na określony temat(polityczny, społeczny, cywilizacyjny), co ma na celu przedstawienie różnych punktów widzenia na ten sam problem, np. na temat stylów rządzenia państwem. Prowadzić mogą dyskusje naukową prawnik, politolog, teolog, socjolog, historyk itp. Studium panelowe stosuje się w realizacji szeroko rozumianej edukacji społeczno-politycznej, m.in. na konferencjach naukowych, szkoleniach, konferencjach specjalistycznych.

## Cele panelowego studium
Celem edukacji panelowej jest jak najszersze obudzenia zainteresowania prezentowanym problemem; najczęściej w panelowym studium prezentuje się kwestie kontrowersyjne, sporne, wymagające społecznej dyskusji. W panelowym studium zakłada się aktywność twórczą tak prowadzących dyskusję, jak i jej wszystkich uczestników (odbiorców). W czasie konferencji, sympozjów zakłada się bezpośrednią dyskusje panelistów z uczestnikami panel; zaś w dyskusji prowadzonej za pośrednictwem mediów (telewizji, radia, prasy, Internetu) zakłada się dyskusję telefoniczną, korespondencyjną, internetową.

## Przebieg studium
W pierwszej części studium panelowego najczęściej paneliści prezentują hipotezy badawcze, wskazują wątki dyskusyjne oraz własny punkt widzenia na dane kwestie, a następnie w dalszej części panelu uczestnicy wyrażają swoje opinie, prezentują nierzadko inny punkt widzenia, polemizują z panelistami. Założeniem panelu jest też dyskusja między panelistami, którzy ustosunkowują się do prezentowanych kwestii.
W panelu powinny być zaprezentowane teoretyczny i praktyczny punkt widzenia, zwykle do uczestnictwa w studium zaprasza się teoretyków (uczonych) i praktyków (polityków, dziennikarzy, pracowników aparatu państwowego, aktywistów życia społeczno-politycznego, dokonując w tym względzie starannego doboru socjologicznego).

## Formy prowadzenia studium
Różne są formy prowadzania panelu, zwykle jednak kieruje jego przebiegiem przewodniczący, przygotowany do pełnienia tej funkcji, ale też przewodniczyć panelowi może jeden z panelistów, który charakteryzuje temat panelu, cele, podstawowe problemy bądź tezy. Uczestnicy (odbiorcy panelowego studium) mogą oceniać krytycznie wypowiedzi referentów panelu, polemizować z nimi bądź zadawać pytania tak specjalistyczne, jak i ogólne. W edukacji politycznej panelowe studium określa się mianem metody poszukującej, otwartej, hipotetycznej. Edukacja odbywa się przez odkrywania, co wymaga aktywności poznawczej uczestników panelu, samodzielności dochodzenia do wiedzy zarówno tej, która jest samym rozwiązaniem problemu, jak i zdobywanej w toku formułowania problemu, rozwiązywania go i weryfikacji.
Problem rozwiązywany w panelowym studium stanowi strukturę o niepełnych danych. Usiłując więc rozwiązać problem, panelista musi ogarnąć myślą całą strukturę, zestawić ze sobą poszczególne poznane elementy, a następnie wykryć elementy brakujące. Od panelowego studium w poznaniu społeczno-politycznym oczekuje się od panelistów (referentów): jasności i wyrazistości zaprezentowania problemu, rzeczowości i zwięzłości wypowiedzi, umiejętności systematycznego podsumowania przebiegu studium i sformułowania wniosków, wdrażania do twórczego sposobu dyskutowania. Panelowe studium zorientowane jest jako metoda edukacyjna społeczeństwa na konfrontację rozważań teoretycznych z rzeczywistością polityczną, ma ona ważki wpływ na kształtowanie kultury politycznej społeczeństwa, wykorzystywanie jej w praktyce społeczno-politycznej ma istotne znaczenie dla kształtowania społecznych podstaw państwa, w tym dla zapobiegania ujawnianiu się różnych deformacji społeczno-politycznych.